# 2008 en mathématiques
Cet article présente les faits marquants de l'année 2008 en mathématiques.

## Prix
- Prix Abel en mathématiques : Jacques Tits et John Griggs Thompson

## Décès

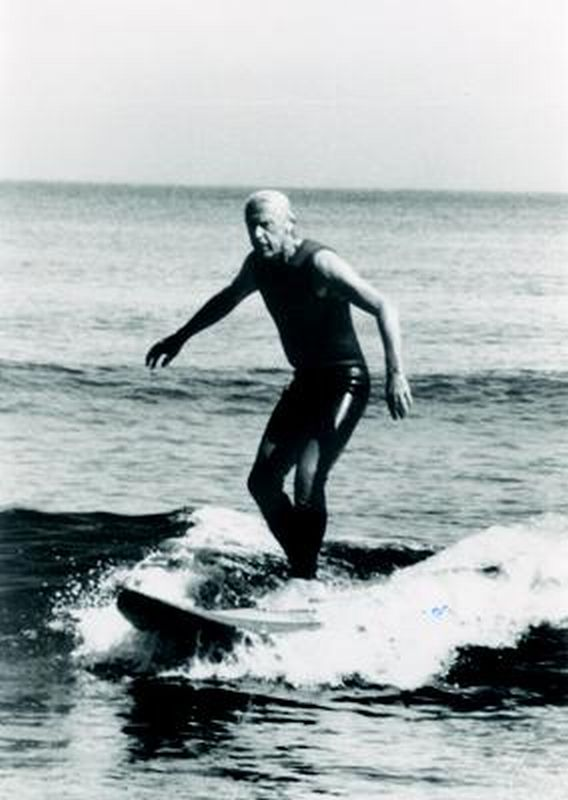
Gerhard Ringel

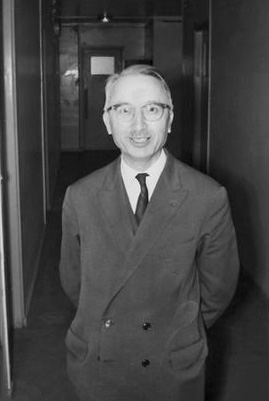
Henri Cartan

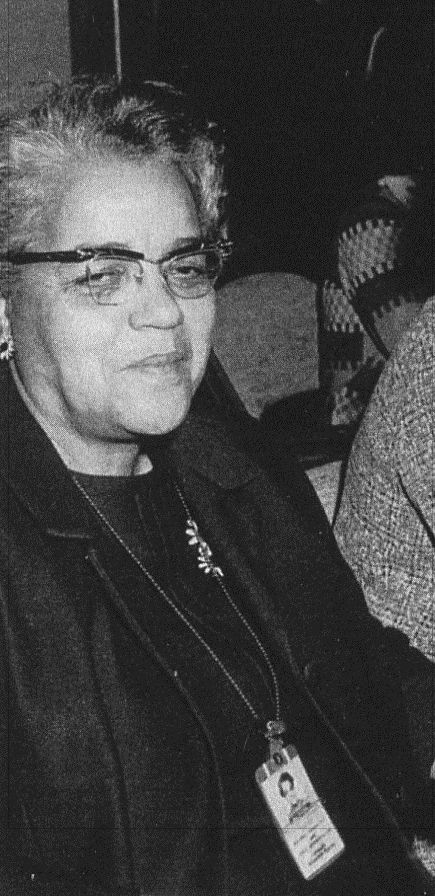
Dorothy Vaughan

- 12 janvier : Olive Jean Dunn (née en 1915), mathématicienne américaine.
- 27 janvier : Irene Stegun (née en 1919), mathématicienne américaine.
- 14 février : Sándor Csörgő (né en 1947), mathématicien hongrois.
- 23 février : Hubert Lilliefors (né en 1928), statisticien américain.
- 3 mars : Alberto Tognoli (né en 1937), mathématicien italien.
- 7 mars : David Gale (né en 1921), mathématicien et économiste américain.
- 23 mars : Georges-Théodule Guilbaud (né en 1912), mathématicien français.
- 30 mars : Roland Fraïssé (né en 1920), mathématicien (logicien) français.
- 5 avril : Boris Rosenfeld (né en 1917), mathématicien et historien des mathématiques russe.
- 8 avril : Graham Higman (né en 1917), mathématicien britannique.
- 25 avril : Donald Solitar (né en 1932), mathématicien américain et canadien.
- 27 avril : David E. Muller (né en 1924), mathématicien américain.
- 8 mai : Aryeh Dvoretzky (né en 1916), mathématicien israélien d'origine russe.
- 6 juin : Lucy Joan Slater (née en 1922), mathématicienne britannique.
- 16 juin : Joseph Klatzmann (né en 1921), résistant, ingénieur agronome et statisticien français.
- 24 juin : Gerhard Ringel (né en 1919), mathématicien allemand.
- 31 juillet : Élisabeth Lutz (née en 1914), mathématicienne française.
- 13 août : Henri Cartan (né en 1904), mathématicien français.
- 15 août : Emilio Gagliardo (né en 1930), mathématicien italien.
- 27 août : Masayoshi Nagata (né en 1927), mathématicien japonais.
- 1er septembre : Oded Schramm (né en 1961), mathématicien israélien.
- 28 septembre : Anatolii Alexevich Karatsuba (né en 1937), mathématicien soviétique puis russe.
- 17 octobre : 
  - Andrew M. Gleason (né en 1921), mathématicien américain.
  - David A. Freedman (né en 1938), statisticien américain.
- 18 octobre : Michael Ward (né en 1939), économiste et statisticien britannique.
- 26 octobre : Walter D. Munn (né en 1929), mathématicien écossais.
- 27 octobre : André Revuz (né en 1914), mathématicien français.
- 10 novembre : 
  - Kiyoshi Itō (né en 1915), mathématicien japonais.
  - Dorothy Vaughan (née en 1910), mathématicienne américaine.
- 18 novembre : Nicolas Rouche (né en 1925), mathématicien belge.
- 24 novembre : John R. Stallings (né en 1935), mathématicien américain.
- 25 novembre : Beno Eckmann (né en 1917), mathématicien suisse.
- 6 décembre : David Gottlieb (né en 1944), mathématicien israélien.
- 12 décembre : Erwin Kreyszig (né en 1922), mathématicien allemand.
- 28 décembre : A. O. L. Atkin (né en 1925), mathématicien britannique.